# Chester (Califòrnia)
Chester és una concentració de població designada pel cens dels Estats Units a l'estat de Califòrnia. Segons el cens del 2000 tenia 2.316 habitants.

## Demografia
Segons el cens del 2000, Chester tenia 2.316 habitants, 956 habitatges, i 647 famílies. La densitat de població era de 123,7 habitants per km².
Dels 956 habitatges en un 32,4% hi vivien nens de menys de 18 anys, en un 54,1% hi vivien parelles casades, en un 9,5% dones solteres, i en un 32,3% no eren unitats familiars. En el 28,1% dels habitatges hi vivien persones soles l'11,2% de les quals corresponia a persones de 65 anys o més que vivien soles. El nombre mitjà de persones vivint en cada habitatge era de 2,38 i el nombre mitjà de persones que vivien en cada família era de 2,9.
Per edats la població es repartia de la següent manera: un 27,1% tenia menys de 18 anys, un 4,6% entre 18 i 24, un 25% entre 25 i 44, un 27,6% de 45 a 60 i un 15,6% 65 anys o més.
L'edat mediana era de 41 anys. Per cada 100 dones de 18 o més anys hi havia 94,2 homes.
La renda mediana per habitatge era de 33.413 $ i la renda mediana per família de 45.195 $. Els homes tenien una renda mediana de 33.417 $ mentre que les dones 26.164 $. La renda per capita de la població era de 17.569 $. Entorn del 9,6% de les famílies i el 12,4% de la població estaven per davall del llindar de pobresa.

## Poblacions més properes
El següent diagrama mostra les poblacions més properes.